# Diecezja Araçatuba
Diecezja Araçatuba (łac. Dioecesis Arassatubensis) – diecezja Kościoła rzymskokatolickiego w Brazylii. Należy do metropolii Botucatu, wchodzi w skład regionu kościelnego Sul 1. Została erygowana przez papieża Jan Pawła II bullą Progrediens usque w dniu 23 marca 1994.

## Główne świątynie
- Katedra: Katedra Najświętszej Maryi Panny z Aparecidy w Araçatubie

## Biskupi diecezjalni
- José Carlos Castanho de Almeida (1994–2003)
- Sérgio Krzywy (od 2004)